# Prix Robert-Cliche
Pour les articles homonymes, voir Robert Cliche et Cliche.
Le prix Robert-Cliche est créé en 1979 pour honorer la mémoire de l'avocat, juge et homme politique Robert Cliche  disparu l’année précédente.
Il récompense toute personne de dix-sept ans et plus qui est l’auteur d’un roman québécois ou franco-canadien inédit d’au moins 30 000 mots. Le prix est décerné à un auteur pour un premier roman (et non une première œuvre) publié aux éditions VLB du groupe Ville-Marie Littérature. Le prix est doté d'une bourse de 10 000 $CA.

## Liste des lauréats
- 1979 – Gaëtan Brulotte, L'Emprise
- 1980 – Madeleine Monette, Le Double Suspect
- 1981 – Robert Lalonde, La Belle Épouvante
- 1982 – Chrystine Brouillet, Chère voisine
- 1983 – Louise Leblanc, 37 1/2 AA
- 1984 – Danielle Dubé, Les Olives noires
- 1985 – Rachel Fontaine, Black Magic
- 1986 – Jean-Robert Sansfaçon, Loft Story
- 1987 – Louise Doyon, Les Héritiers
- 1988 – Raymond Beaudet, Passeport pour la liberté
- 1989 – Jean-Alain Tremblay, La Nuit des Perséides
- 1990 – Jean Fontaine, Les Lièvres de Saint-Giron
- 1991 – André Girard, Deux semaines en septembre
- 1992 – Gabrielle Gourdeau, Maria Chapdelaine ou le paradis retrouvé
- 1993 – Jacques Desautels, Le Quatrième Roi mage
- 1994 – Robert Gagnon, La Thèse
- 1995 – 'Prix non décerné[5]
- 1996 – Danielle Roy, Un cœur farouche
- 1997 – Raymonde Lamothe, L'Ange tatoué
- 1998 – Michel Désautels, Smiley
- 1999 – Guy Moreau, L'Amour Mallarmé
- 2000 – Chantal Gevrey, Immobile au centre de la danse
- 2001 – Arlette Fortin, C'est la faute au bonheur
- 2002 – Mylène Gilbert-Dumas, Les Dames de Beauchêne
- 2003 – Gilles Jobidon, La Route des petits matins
- 2004 – Reine-Aimée Côté, Les Bruits
- 2005 – Roxanne Bouchard, Whisky et Paraboles
- 2006 – François X Côté, Slash
- 2007 – Stéphane Achille, Balade en train assis sur les genoux du dictateur
- 2008 – Danielle Trussart, Le Train pour Samarcande[6]
- 2009 – Olivia Tapiero, Les Murs
- 2010 – Simon Lambert, La Chambre
- 2011 – Ryad Assani-Razaki,  La Main d'Iman
- 2012 – Judy Quinn, Hunter s'est laissé couler
- 2013 – Philippe Arseneault, Zora. Un conte cruel[7]
- 2014 – Martin Clavet, Ma Belle Blessure[8]
- 2015 – Prix non décerné[5]
- 2016 – Antoine Charbonneau-Demers, Coco[9]
- 2017 – Philippe Meilleur, Maître Glockenspiel[10]
- 2018 – Alice Guéricolas-Gagné, Saint-Jambe[11]
- 2019 – Alexandre Michaud, Francis[12]
- 2020 – Prix non décerné
- 2021 – Paul Serge Forest, Tout est ori[13],[2]
- 2022 – Joël Bégin, Plessis
- 2023 – Line Richard, La rumeur du ressac[14]
- 2024 – Laura Nicolae, Rue Escalei[15]